# 29437 Marchais
29437 Marchais este un asteroid din centura principală de asteroizi.

## Descriere
29437 Marchais este un asteroid din centura principală de asteroizi. A fost descoperit pe 7 iunie 1997 la Castres de Alain Klotz. El prezintă o orbită caracterizată de o semiaxă mare de 2,32 ua, o excentricitate de 0,23 și o înclinație de 10,4° în raport cu ecliptica.